# 圣伊莱尔 (多姆山省)
圣伊莱尔（法語：Saint-Hilaire，法語發音：[sɛ̃.t‿ilɛʁ] ⓘ）是法国多姆山省的一个市镇，位于该省西北部，属于里永区。

## 地理
圣伊莱尔（46°6'20"N, 2°37'53"E）面积17.63 平方千米，位于法国奥弗涅-罗讷-阿尔卑斯大区多姆山省，该省份为法国中南部省份，北起阿列省接壤，东临卢瓦尔省，南至上盧瓦爾省和康塔爾省，西接科雷兹省和克勒兹省。
与圣伊莱尔接壤的市镇（或旧市镇、城区）包括：圣法若勒、圣马塞尔-昂马尔西亚、比西耶尔、谢尔河堡、皮永萨、圣迈涅、皮永萨附近圣莫里斯。

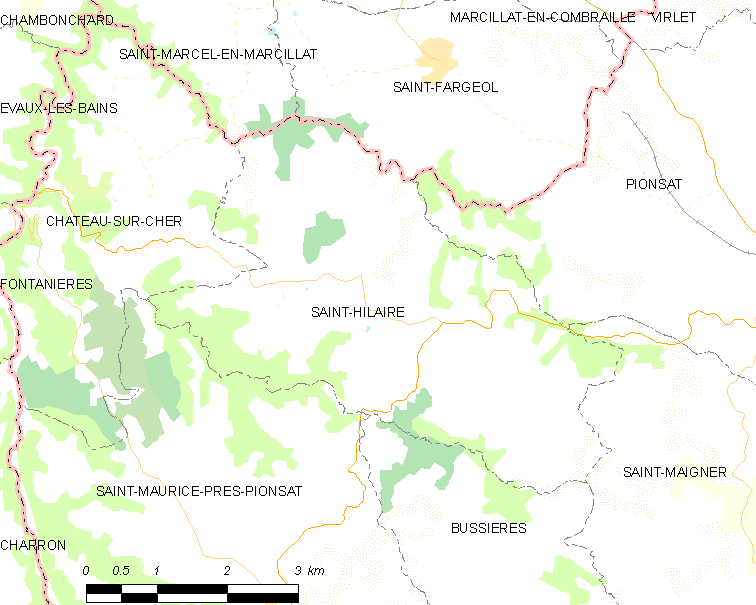
的OSM定位图

圣伊莱尔的时区为UTC+01:00、UTC+02:00（夏令时）。

## 行政
圣伊莱尔的邮政编码为63330，INSEE市镇编码为63360。

## 政治
圣伊莱尔所属的省级选区为圣埃卢瓦莱米讷县。

## 人口

1962-2008年间人口变化图示

圣伊莱尔于2022年1月1日时的人口数量为146人。